# Lissonota pimplator
Lissonota pimplator là một loài tò vò trong họ Ichneumonidae.